# جسی کالینز
جسی کالینز (انگلیسی: Jessie Collins؛ زادهٔ ۸ مارس ۱۹۸۳) یک هنرپیشه اهل ایالات متحده آمریکا است.